# کریستن تامسن
کریستن تامسن (انگلیسی: Kristen Thomson؛ زادهٔ ۱۹۶۶) بازیگر اهل کانادا است. وی دانش‌آموختۀ دانشگاه تورنتو است.
از فیلم‌ها یا برنامه‌های تلویزیونی که وی در آن نقش داشته‌است، می‌توان به دور از او اشاره کرد.